# 20 de Noviembre, Maravilla Tenejapa
20 de Noviembre är en ort i Mexiko.   Den ligger i kommunen Maravilla Tenejapa och delstaten Chiapas, i den sydöstra delen av landet, 900 km öster om huvudstaden Mexico City. 20 de Noviembre ligger 301 meter över havet och antalet invånare är 173.
Terrängen runt 20 de Noviembre är huvudsakligen kuperad, men åt nordväst är den platt. Runt 20 de Noviembre är det ganska glesbefolkat, med 26 invånare per kvadratkilometer. Närmaste större samhälle är El Ixcán, 17,4 km sydost om 20 de Noviembre. I omgivningarna runt 20 de Noviembre växer i huvudsak städsegrön lövskog.